# Verbandsgemeinde Rülzheim
La comunità amministrativa di Rülzheim (Verbandsgemeinde Rülzheim) si trova nel circondario di Germersheim nella Renania-Palatinato, in Germania.

## Comuni
Fanno parte della comunità amministrativa i seguenti comuni:
| Comune, città             | Sup. (km²) | Abitanti |
| ------------------------- | ---------- | -------- |
| Hördt                     | 18,46      | 2 649    |
| Kuhardt                   | 4,88       | 1 916    |
| Leimersheim               | 12,96      | 2 544    |
| Rülzheim                  | 16,66      | 8 258    |
| Verbandsgemeinde Rülzheim | 52,96      | 15 367   |

(Abitanti al 31 dicembre 2021)